# Rimas Andrikis
Rimas Andrikis (ur. 7 grudnia 1950 w Kownie) – litewski polityk, prawnik i samorządowiec, w latach 2002–2008 przewodniczący rady Litewskiej Izby Adwokackiej, poseł na Sejm Republiki Litewskiej.

## Życiorys
W latach 1968–1973 studiował inżynierię mechanicznych w Instytucie Politechnicznym w Kownie, następnie do 1977 prawo na Uniwersytecie Wileńskim. Do 1992 orzekał jako sędzia, następnie uzyskał uprawnienia adwokata. W latach 1993–1995 był doradcą prezydenta Algirdasa Brazauskasa do spraw prawnych. Później zajął się prowadzeniem prywatnej praktyki adwokackiej. W latach 2002–2008 stał na czele litewskiej adwokatury jako przewodniczący rady Litewskiej Izby Adwokackiej.
W 2015 z ramienia Porządek i Sprawiedliwości uzyskał mandat radnego Wilna. W wyborach w 2016 z listy tego ugrupowania został wybrany do Sejmu Republiki Litewskiej. W 2020 przystąpił do frakcji poselskiej Litewskiej Socjaldemokratycznej Partii Pracy. Później związał się z Litewskim Związkiem Rolników i Zielonych